# British Columbia Highway 97A
Der British Columbia Highway 97A ist eine 65 Kilometer lange Verbindung zwischen dem Highway 97 bei Vernon und dem Highway 1 bei Sicamous durch das Shuswap Highland.

## Verlauf
Der Highway beginnt an einer Kreuzung nördlich von Vernon und führt über Armstrong, Enderby, Grindrod, Mara und Swansea Point nach Sicamous, wo der Highway dann in den Trans-Canada-Highway übergeht.
Nördlich von Enderby, nahe der Einmündung der „Lyster Road“ zweigt der Highway 97B nach Nordwest ab, während der Highway 97A nach Nordost weiterführt.

## Attraktionen
Eine Attraktion auf halbem Weg zwischen Armstrong und Enderby ist das Starlight Drive-in Theatre. Außerdem führt der Highway am Silver Star Provincial Park, am Enderby Cliffs Provincial Park und am Mara Provincial Park vorbei.